# Ларс Рідель
Ларс Петер Рідель  (нім. Lars Peter Riedel, нар. 28 червня 1967, Цвікау, НДР) — німецький легкоатлет, що спеціалізується на метанні диска, олімпійський чемпіон 1996 року, срібний призер Олімпійських ігор 2000 року, п'ятиразовий чемпіон світу, чемпіон Європи, призер чемпіонату світу.

## Життєпис
Ларс Рідель народився 28 червня 1967 року в місті Цвікау.
Протягом кар'єри був одним із найсильніших метальників диску свого покоління. Перший успіх прийшов до спортсмена у 1991 році, коли він вперше став чемпіоном світу. Протягом наступних років кар'єри він тричі поспіль захищав цей титул (1993, 1995, 1997 роки). У 1999 році він став лише бронзовим призером чемпіонату світу, але у 2001 році повернув собі чемпіонський статус. Також серед досягнень спортсмена є звання чемпіона Європи (1998 рік). Найвизначнішим досягненням спортсмена є золота медаль Олімпійських ігор 1996 року. Окрім цього Рідель став срібним призером Олімпійських ігор 2000 року, поступившись лише Віргіліюсу Алекні. 
Результат спортсмена 71.50 м, який він показав у 1997 році, сьомий в історії легкої атлетики у цій дисципліні.

## Кар'єра
| Рік                   | Змагання                      | Місто                 | Місце           | Примітки        |                 |
| Представник НДР       | Представник НДР               | Представник НДР       | Представник НДР | Представник НДР | Представник НДР |
| --------------------- | ----------------------------- | --------------------- | --------------- | --------------- | --------------- |
| 1986                  | Чемпіонат світу серед юніорів | Афіни, Греція         | 4               | 58.16 м         |                 |
| 1990                  | Чемпіонат Європи              | Спліт, Югославія      | 15 (кв.)        | 59.28 м         |                 |
| Представник Німеччина |                               |                       |                 |                 |                 |
| 1991                  | Чемпіонат світу               | Токіо, Японія         | 1               | 66.20 м         |                 |
| 1992                  | Олімпійські ігри              | Барселона, Іспанія    | 14 (кв.)        | 59.98 м         |                 |
| 1993                  | Чемпіонат світу               | Штутгарт, Німеччина   | 1               | 67.72 м         |                 |
| 1994                  | Чемпіонат Європи              | Гельсінкі, Фінляндія  | 10 (кв.)        | 58.66 м         |                 |
| 1995                  | Чемпіонат світу               | Гетеборг, Швеція      | 1               | 68.76 м         |                 |
| 1996                  | Олімпійські ігри              | Атланта, США          | 1               | 69.40 м         |                 |
| 1997                  | Чемпіонат світу               | Афіни, Греція         | 1               | 68.54 м         |                 |
| 1997                  | Фінал Гран-прі IAAF           | Фукуока, Японія       | 1               | 67.98 м         |                 |
| 1998                  | Чемпіонат Європи              | Будапешт, Угорщина    | 1               | 67.07 м         |                 |
| 1999                  | Чемпіонат світу               | Севілья, Іспанія      | 3               | 68.09 м         |                 |
| 2000                  | Олімпійські ігри              | Сідней, Австралія     | 2               | 68.50 м         |                 |
| 2001                  | Чемпіонат світу               | Едмонтон, Канада      | 1               | 69.72 м         |                 |
| 2003                  | Чемпіонат світу               | Париж, Франція        | 4               | 66.28 м         |                 |
| 2004                  | Олімпійські ігри              | Афіни, Греція         | 7               | 62.80 м         |                 |
| 2005                  | Чемпіонат світу               | Гельсінкі, Фінляндія] | 9               | 63.05 м         |                 |
| 2006                  | Чемпіонат Європи              | Гетеборг, Швеція      | 8               | 64.11 м         |                 |